# Frankfurt-Griesheim
Cartierul Frankfurt-Griesheim din vestul orașului Frankfurt pe Main, landul Hessa, Germania, aparține orașului din anul 1928. Cartierul este situat la nord de râul Main.